# کوهوکو-کو، یوکوهاما
کوهوکو-کو (به لاتین: Kōhoku-ku) یک منطقهٔ مسکونی در ژاپن است که در یوکوهاما واقع شده‌است. کوهوکو-کو ۳۳۲٬۴۸۸ نفر جمعیت دارد.